# Bonnefontaine, Fribourg
Bonnefontaine är en ort i kommunen Le Mouret i kantonen Fribourg, Schweiz. Bonnefontaine var tidigare en egen kommun, men den 1 januari 2003 bildades den nya kommunen Le Mouret av Bonnefontaine och fem andra kommuner,